# Distrito de Marcavelica
El distrito de Marcavelica es uno de los ocho que conforman la provincia de Sullana ubicada en el departamento de Piura en la costa norte del Perú.
Desde el punto de vista jerárquico de la Iglesia católica, forma parte de la Arquidiócesis de Piura.

## Etimología
Marcavelica se remonta a tiempos pre-incaicos y al desarrollo de los tallanes, pues era residencia del curaca Marca-huilca. Según el estudioso de la lengua Sec de los tallanes, don Manuel Yarlequé Espinosa, la voz Marcavelica proviene de dos voces indígenas “marac” y “huilca”, que significa bohemio, bicharachero. Mejía Baca, en su Diccionario Histórico Biográfico, dice que la palabra Marcavelica viene de las voces quechuas “marka” que significa lugar y “huilca” adoratorio, es decir adoratorio del pueblo.
En la obra Historia del Perú Antiguo, de Luis Valcárcel, el significado coincide con “marka” que se refiere a pueblo y “huilca” o “vilca” que quiere decir ídolo o jefe, lo que Marcavelica significaría pueblo del ídolo o pueblo del jefe.
Para [Tangarará], tiene como origen etimológico “tangar” y “arac” que significa pantano fluvial con peces.

## Historia
Los marcaveliqueños designaron un comité integrado por Luis Correa Estrada, Juan y Zenón Vásquez, Pedro Zapata Cardoza, Catalino Agurto, Marcos Urbina Godos y Adriano Cornejo quienes trabajaron con el diputado Felipe García Figallo. Fue así como el 29 de febrero de 1952 el Congreso da la ley 11794 de creación del distrito de Marcavelica con la firma del Ingº Héctor Boza, Presidente del Senado y de Claudio Fernando Concha, Presidente de Diputados, promulgando esta ley el presidente Manuel A. Odría el 25 de marzo de 1952. El 15 de junio se instala la nueva municipalidad, juramentando como alcalde Juan Vásquez Bereche y como regidores Adriano Cornejo Reyes y Marcos Urbina Godos y como síndicos Eduardo Nole Agurto y José Agurto. Es importante resaltar que Marcos Urbina Godos, en la actualidad vive con su esposa y otros familiares en la ciudad de Lima, habiendo cumplido el 26 de abril 2 000,  l00 años de existencia, gozando de muy buena salud.

## Geografía
El distrito de Marcavelica se ubica en los 04°52'39 de latitud sur y en los 80°41'51 de longitud oeste. Tiene una altura aproximada de 50 metros sobre el nivel del mar. El distrito es un tercio del territorio provincial y se ubica en la margen derecha del río Chira, unido con la capital provincial a través de dos puentes vehiculares.
Tiene un rol estratégico en el desarrollo provincial, como consecuencia de la convergencia de distintos componentes: Naturales, económicos y humanos. Este lugar es el punto de encuentro con los españoles, en su territorio se asentaron los tallanes y aquí se fundó la primera ciudad española de América del Sur.

### Límites y extensión
Por el norte con la quebrada de Fernández en el distrito de Casitas,  que sirve de límite a los departamentos de Piura y Tumbes desde un punto 1 200 metros al norte del caserío El Cerezal hasta frente al lugar llamado La Perchona. Por el sur, con la mergen derecha del río Chira, entre los linderos de Tamarindo y Salitral. Por el este con los distritos de Lancones, Querecotillo y Salitral y por el oeste con el distrito de Ignacio Escudero y el de Tamarindo (Paita) y continuando por la quebrada de Gualtacal y los cerros Orejones, Grande y Cabuyo, hasta la quebrada de Fernández, con un punto ubicado a l,200 metros al oeste del pueblo de Cerezal en donde comenzó la delimitación. Tiene un área de 1,687 km², representando el 31% de superficie territorial provincial.

### Clima
Tiene un clima sub-árido tropical cálido y atmósfera húmeda con temperatura máxima de 37 °C y una mínima de 19 °C, en las partes bajas. En la parte del Angolo el clima varía, teniendo que a más de 500 m s. n. m. el clima es árido en la mayor parte del año.

### Población
El distrito de Marcavelica, tiene una población estimada al año 2010 de 27 000 hab aprox.

## Capital
La capital del distrito, es el pueblo del mismo nombre, el cual se ubica a la margen derecha del río Chira, a una distancia de 500 metros aproximadamente.

## División administrativa
El distrito cuenta con los siguientes poblados:
- Marcavelica
- Tangarará
- Fernández Bajo
- La Breita
- Pazul
- El Chilco
- El Angolo Uno
- La Cancha
- Saucesito
- Faique Quemado
- El Penco
- Salados
- Tablazón
- San Jacinto
- El Parque
- La Peñita
- Algarrobillo
- El Atascadero
- Angelitos
- Chapangos
- Pocitos
- Oratanga
- Bellavista
- Tierra Blanca
- Caballo Muerto
- Pájaro Bobo
- La Víbora
- Sausillo
- Papelillo
- Chapetones
- Cañas
- La Noria
- Patio de Samán
- El Yucal
- Samán
- La Golondrina
- Mallares
- La Segunda
- La Quinta
- Mallaritos
- Las Palmeras
- Vista Florida
- Monterón
- Papayalillo
- Agua Salada
- Burgos
- Sector Pescados
- Samán Chico
- Santa Cruz
- Pan de Azúcar
- La Pananga
- Faique Los Linos
- Jaguay Grande
- Algodonal
- Copa de Sombrero
- Rastrojos
- San Rolando

## Autoridades

### Municipales
- 2019 - 2022[2]
  - Alcalde: Augusto Chiroque Nunura, del Movimiento Regional Seguridad y Prosperidad.
  - Regidores:

  1. Antolina Agurto De Estrada (Movimiento Regional Seguridad y Prosperidad)
  2. Gerardo Arica Zapata (Movimiento Regional Seguridad y Prosperidad)
  3. Marcos Antonio Silva More (Movimiento Regional Seguridad y Prosperidad)
  4. Carlos Armando Rosas Socola (Movimiento Regional Seguridad y Prosperidad)
  5. Fátima Clarina Paulini Olivares (Movimiento Regional Seguridad y Prosperidad)
  6. Ney Francisco Agurto Saldarriaga (Movimiento Independiente Fuerza Regional)
  7. Pablo Sandoval Chero (Región Para Todos)

Alcaldes anteriores
- 2015-2018:[3] Willian Ramón Alcas Agurto, del Movimiento Unión Democrática del Norte (UDN).
- 2011-2014:[4] Willian Ramón Alcas Agurto, Movimiento Agro Si (MAS).[5]
- 2007-2010:  Segundo Teodoro Floreano Ruiz.

### Policiales
- Comisaría de Sullana
  - Comisario: Cmdte. PNP Roberto Alvarado Dextre.

## Festividades
- virgen de Fátima 13 de mayo día central(patrona del Distrito de Marcavelica)